# 陶湘九
陶湘九（1911年—1992年），艺名陶阔清，男，北京人，中国相声、评书演员，曾任中国曲艺家协会理事。